# Barna Izsó
Barna Izsó, Brauner Izidor (Pest, 1859. szeptember 4. – Budapest, 1944. ?) karmester, zeneszerző.

## Életútja
Brauner Zsigmond és Platzer Babette fiaként született. Tanulmányait a Zeneakadémián végezte, Volkmann Róbertnél és Nikolits Sándornál tanult. Kóristaként kezdte pályáját, havi 25 forint volt a fizetése. Ezután több nagy vidéki színházban, Aradon, Győrött, Szegeden, a Városligeti Színkörben, majd a Népszínházban lett karnagy. Számos zeneművet szerzett és ezek között legnagyobb sikerű a Népszínházban előadott Casanova című operettje volt. Egy spanyol énekes játékot is átdolgozott Az unatkozó király címen. 1896. május 1-jén az ő ünnepi nyitányával nyílt meg a Vígszínház. Írt operetteket, népszínműveket, énekes bohózatokat, dalokat és nótákat. Művelt, finom zenéjű muzsikus volt, akinek sokat köszönhetett a főváros színházi élete.
Felesége Tisch Flóra (1869–1938) volt, akivel 1889 májusában Aradon kelt egybe.

## Főbb művei
- A szoknyás hadnagy. Operett három felvonásban. Szövegét írta: K. Kiss Géza. Bemutató: 1885, Győr; 1888, Fővárosi Színkör
- Florinda kisasszony. Operett három felvonásban. Szövegét írta: Kövessy Albert. Bemutató: Győr, később Budán is színre került
- Oh, Oszkár! Énekes vígjáték három felvonásban. Társszerző: Ujvári Béla. Bemutató: 1886. november, Sopron
- A paradicsom. Operett három felvonásban. Szövegét írta: Rónaszéki Gusztáv. Bemutató: 1894. augusztus 31., Budai Színkör
- Midász király. Operett három felvonásban. Szövegíró: Ujvári Béla. Bemutató: 1889. január 20., Népszínház
- Kin-Fu, vagy, egy kínai ember. Látványos színmű, dalokkal és tánccal, 6 képben. Jules Verne Egy kínai viszontagságai Kínában című regénye alapján írták: Faragó Jenő és Márkus Géza. Bemutató: 1902. május 31., Népszínház
- Budapest szépe. Operett három felvonásban. Szövegírók: Faragó Jenő és Márkus Géza. Bemutató: 1901. július 20., Fővárosi Nyári Színház
- Casanova. Operett három felvonásban. Szövegét írta: Faragó Jenő. Bemutató: 1902. október 12., Népszínház
- Senki. Regényes operett három felvonásban. Szövegírók: Nyárai Antal és Balla Miklós. Bemutató: 1903. november 14., Népszínház
- Rézi. Énekes bohózat három felvonásban. Írták: Engel és Horst. Magyar színre alkalmazták: Abonyi Árpád és Faragó Jenő. Bemutató: 1904. szeptember 16., Népszínház
- Smólen Tóni. Fővárosi életkép három felvonásban. Szövegíró: Guthi Soma. Bemutató: 1905. július 21., Népszínház
- Berger Zsiga. Énekes bohózat három felvonásban. Szövegét írta: Révész Ferenc. Bemutató: 1907. május 29., Városligeti Nyári Színház
- A századik menyasszony. Énekes bohózat három felvonásban. Szövegírók: Vágó Géza és Mérei Adolf. Bemutató: 1907. június 7., Népszínház
- A bús özvegy. Parodisztikus bohózat három felvonásban. Szövegét írták: Feld Mátyás és Faragó Jenő. Bemutató: 1907. június 18., Városligeti Nyári Színház
- Kávéházi Konrád. Énekes bohózat, bemutató: 1913
- Gyerünk csak! Látványos revü énekkel, tánccal és mozival 7 képben. Szövegét írták: Béldi Izor és Mérei Adolf. Társszerző: Zerkovitz Béla. Bemutató: 1913. május 24., Népopera
- A csodavászon. Énekes bohózat három felvonásban. Bemutató: 1913. december 12., Népopera
- Üsd, magyar! Alkalmi darab. Szövegíró: Komor Gyula. Bemutató: 1914. szeptember 20., Kolozsvár
- Kriszkindli. Alkalmi revü kilenc képben. Szövegírók: Faragó Jenő és Mérei Adolf. Bemutató: 1914. november 20., Népopera
- Négy a kislány. Operett három felvonásban. Szövegírók: Vágó Géza és Tábori Emil. Bemutató: 1916. augusztus 11., Budai Színkör
- Lavotta szerelme. Énekes játék. Szövegét írta: Vágó Géza. Bemutató: 1917. április 13., Városligeti Nyári Színház
- Jogot a nőknek! Énekes bohózat három felvonásban. Szövegét írta: Kövessy Albert. Bemutató: 1918. július 27., Budapesti Színház
- Blaháné. Daljáték öt felvonásban, élő- és utójátékkal. Bemutató: 1920. június 26., Budapesti Színház
- Mintha álom volna. Operett három felvonásban. Szövegírók: Erdélyi Mihály és Kulinyi Ernő. Bemutató: 1923. szeptember 1., Budai Színkör
- Lavotta. Zenés színmű három felvonásban. Bemutató: 1923. szeptember 16.